# Will Rogers Shrine of the Sun
Le Will Rogers Shrine of the Sun est une tour d'observation américaine située sur le mont Cheyenne à Colorado Springs, dans le Colorado. Elle est inscrite au Registre national des lieux historiques depuis le 3 novembre 1994.
Elle porte le nom de Will Rogers, un acteur et humoriste américain, qui mourut dans un accident d'avion en Alaska alors que la tour était en construction.